# Антоніу душ Сантуш
Антоніу Енрікес душ Сантуш (брет. Antônio Henriques dos Santos; нар. 2 жовтня 1977, Сан-Жозе-ду-Ріу-Прету, штат Сан-Паулу) — бразильський борець вільного та греко-римського стилів, триразовий бронзовий призер Панамериканських чемпіонатів, триразовий срібний та бронзовий призер чемпіонатів Південної Америки.

## Спортивні результати на міжнародних змаганнях

### Виступи на Панамериканських чемпіонатах
| Змагання                                   | Збірна   | Вагова категорія                  | Місце  |
| ------------------------------------------ | -------- | --------------------------------- | ------ |
| Панамериканський чемпіонат з боротьби 2006 | Бразилія | вільна боротьба, до 120 кг        | Бронза |
| Панамериканський чемпіонат з боротьби 2013 | Бразилія | греко-римська боротьба, до 120 кг | Бронза |
| Панамериканський чемпіонат з боротьби 2014 | Бразилія | греко-римська боротьба, до 130 кг | Бронза |
| Панамериканський чемпіонат з боротьби 2017 | Бразилія | греко-римська боротьба, до 130 кг | 8      |

### Виступи на Чемпіонатах Південної Америки
| Змагання                                    | Збірна   | Вагова категорія                  | Місце  |
| ------------------------------------------- | -------- | --------------------------------- | ------ |
| Чемпіонат Південної Америки з боротьби 2012 | Бразилія | греко-римська боротьба, до 120 кг | Срібло |
| Чемпіонат Південної Америки з боротьби 2017 | Бразилія | вільна боротьба, до 125 кг        | Срібло |
| Чемпіонат Південної Америки з боротьби 2017 | Бразилія | греко-римська боротьба, до 130 кг | Бронза |
| Чемпіонат Південної Америки з боротьби 2019 | Бразилія | греко-римська боротьба, до 130 кг | Срібло |

### Виступи на Південноамериканських іграх
| Змагання                       | Збірна   | Вагова категорія                  | Місце |
| ------------------------------ | -------- | --------------------------------- | ----- |
| Південноамериканські ігри 2014 | Бразилія | греко-римська боротьба, до 130 кг | 7     |

### Виступи на інших змаганнях
| Змагання                       | Збірна   | Вагова категорія                  | Місце  |
| ------------------------------ | -------- | --------------------------------- | ------ |
| Кубок Гранми з боротьби 2011   | Бразилія | греко-римська боротьба, до 120 кг | 5      |
| Кубок Бразилії з боротьби 2013 | Бразилія | греко-римська боротьба, до 120 кг | Бронза |